# Sanseru
Sanseru (三十六手, trinta e seis mãos) é um Kata do caratê que foi introduzido na região de Naha pelo que é hoje conhecido como Naha-te. Sua origem, contudo, é a China onde era praticado.

## História
O mestre Kanryo Higashionna provavelmente teria visto (ou aprendido) o kata antes mesmo de empreender viagem até a China, para aprender as artes marciais de lá, posto acreditar-se o kata ter sido ensinado pelo mestre Seisho Aragaki em período anterior à citada viagem.
Seu nome em chinês, sān shi liu quer dizer "trinta e seis".
De qualquer modo, retornando a Oquinaua, o mestre Higaonna passou a ensiná-lo de forma modificada conforme os conhecimentos adquiridos do wushu de Fujian.
É praticado pelos estilos Goju-ryu, Uechi-ryu, Shito-ryu e Ryuei-ryu. No estilo Uechi-ryu e na escola Meibukan Goju-ryu o nome deste Kata é Sanseiryu.

## Características
O nome do kata, isto é, 36 advem da fórmula 6 × 6, e reflecte um conceito budista: os seis primeiros números seriam os olhos, ouvidos, nariz, língua, corpo e espírito, e os seguintes, a cor, a voz, o sentido do paladar, o olfato e a justiça; o número três, resultante da operação matemática, representaria passado, presente e futuro. Ou ainda, o nome faria referência a 36 pontos vitais. De modo pragmático, as técnicas são projetados para luta de contacto próximo em todas as direções.